# Iryd
Iryd (Ir, łac. iridium) – pierwiastek chemiczny, metal przejściowy. Nazwa pochodzi od łacińskiego słowa iris oznaczającego tęczę.

## Występowanie
Iryd występuje w skorupie ziemskiej w ilości 0,001 ppm. Odkryty w 1803 r. przez Smithsona Tennanta. Najważniejszym minerałem irydu jest osmiryd – naturalny stop osmu i irydu. Drugim minerałem irydu jest platynoiryd – stop platyny i irydu. Większe ilości irydu – nawet ok. 0,5 ppm – znaleziono w osadach skalnych pochodzących z pogranicza kredy i trzeciorzędu – m.in. w osadach skalnych krateru Chicxulub położonego na półwyspie Jukatan w Meksyku, a także w wielu miejscach w Europie – w Danii, Hiszpanii czy we Włoszech. Takie anormalne stężenie ww. metalu jest przesłanką świadczącą, że pod koniec kredy z Ziemią zderzył się meteoryt lub planetoida, powodując wymieranie wielu organizmów, w tym dinozaurów. Iryd jest bowiem metalem często znajdowanym w obiektach kosmicznych, natomiast jego naturalna zawartość w skorupie ziemskiej jest bardzo niska.

## Właściwości fizyczno-chemiczne
Iryd jest twardym, kruchym srebrzystobiałym metalem. Należy do najcięższych pierwiastków – jego gęstość wynosi około 22000 kg/m³ (22 g/cm³). Jest metalem szlachetnym, jednym z najmniej reaktywnych pierwiastków chemicznych. W stanie standardowym (T = 298 K (25 °C), p = 1013 hPa) nie ulega działaniu tlenu, chloru, kwasów, ani zasad. Nie roztwarza go nawet tzw. woda królewska, czyli mieszanina kwasu azotowego z kwasem solnym (w stos. obj. 1:3), która atakuje takie szlachetne metale jak platyna czy złoto. W ten sposób możliwe jest oddzielenie irydu od innych metali szlachetnych, z którymi współwystępuje w przyrodzie (patrz wyżej). W podwyższonej temperaturze iryd reaguje z tlenem, tworząc tlenki – ditlenek irydu IrO2 oraz tritlenek diirydu Ir2O3, które są nietrwałe i dysocjują w wyższych temperaturach na pierwiastki składowe. Niemetalem, z którym iryd reaguje najchętniej jest siarka, a także selen. Ma on podobne właściwości chemiczne do dwóch sąsiednich pierwiastków – osmu i platyny, z tego też powodu łączone one są w grupę noszącą nazwę platynowce ciężkie – w analogii do triady żelaza (Fe, Co, Ni) i platynowców lekkich (Ru, Rh, Pd).
Iryd, podobnie jak i pokrewne mu metale, łatwo tworzy liczne związki kompleksowe (koordynacyjne) z wieloma ligandami, zarówno prostymi (np. aniony i cząsteczki nieorganiczne), jak i złożonymi (np. duże cząsteczki organiczne). Kompleksy irydu, obok rodu czy platyny, mają szerokie zastosowanie w przemyśle.

## Znaczenie biologiczne
Działanie biologiczne irydu i jego związków jest słabo poznane. Prawdopodobnie nie jest tak szkodliwy, jak większość metali ciężkich, jednakże niektóre jego związki mogą być toksyczne.